# يو إف سي ليلة القتال: أولبرغ ضد ريس
يو إف سي ليلة القتال 260 (بالإنجليزية: UFC Fight Night 260) هو حدث قادم لفنون القتال المختلطة ستُنظمته يو إف سي، وسيُقام في 18 أكتوبر 2025، على روجرز أرينا في فانكوفر، كولومبيا البريطانية، كندا.

## الخلفية
ستكون هذه الزيارة السابعة للمنظمة إلى فانكوفر والأولى منذ حدث يو إف سي 289 في يونيو 2023.